# På rejse efter lykke
|  | Denne artikel er oprettet af botten Steenthbot ud fra en ekstern database. Den kan derfor have sproglige fejl eller mangler. Denne skabelon kan fjernes efter kontrol af indholdet. |

På rejse efter lykke er en dansk dokumentarfilm fra 2013 instrueret af Marie Venø Thesbjerg efter eget manuskript.

## Handling
Filmen følger den bhutanske kvinde Phub Wangmo på hendes pilgrimsfærd fra Bhutan til buddhisternes mest hellige sted – Bodhgaya i Indien – hvor hun praktiserer det hellige ritual chöd med 3000 andre bhutanere og deres Rinpoche/guru. Det er en historie om en buddhistisk kvinde, der altid sætter hendes buddhistiske praksis over tid med sin familie. Hun er meget dedikeret. Filmskaberen - en vestlig kvinde - forsøger at udforske og forstå den buddhistiske tro på pilgrimsrejsen. Phubs bestræbelser på at opnå spirituel fortjeneste - merit - vanskeliggøres af virkeligheden; de lokale Biharfolk snyder hende, de tigger og deres lidelse gør hende ked af det og frustreret. Hendes praksis synes eksotisk og mærkelig for udenforstående, men er afgørende i hendes buddhistiske tro for at opnå spirituel fortjeneste og velsignelser. Phub er overbevist om, at hendes praksis er den bedste måde at mindske lidelse og hjælpe med at skabe lykke. Men er det tilfældet?